# Zum Heiligen Kreuz (Rheindorf)

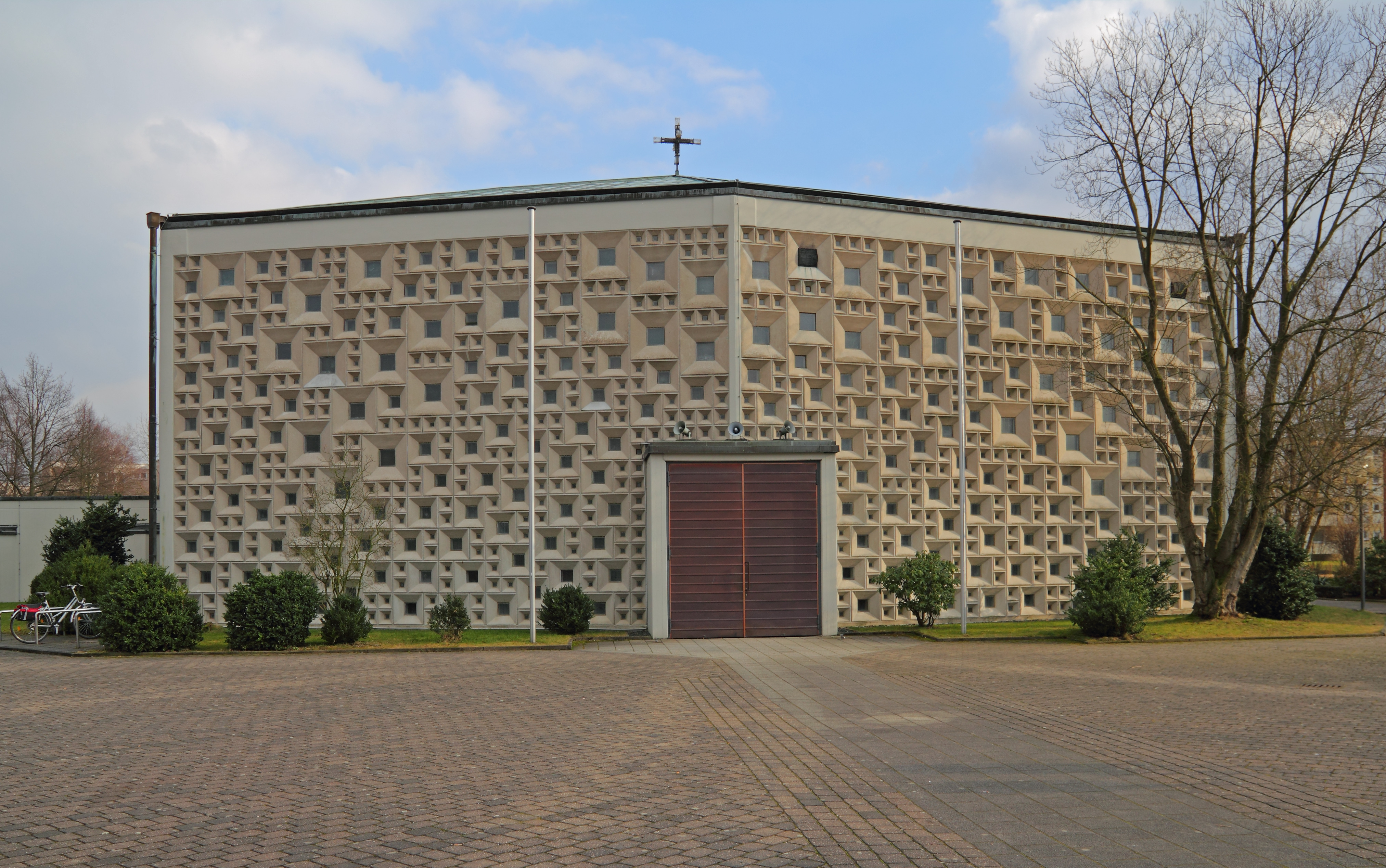
Heilig-Kreuz-Kirche

Die Kirche Zum Heiligen Kreuz ist ein katholisches Gotteshaus im Leverkusener Stadtteil Rheindorf.

## Geschichte
Die Kirche Zum Heiligen Kreuz wurde in den Jahren 1967/68 nach einem Entwurf von Josef Lehmbrock gebaut. Die Kirche steht auf einem unregelmäßigen achteckigen Grundriss. Die prismatische Außenhaut des turm- und glockenlosen Baus mit zeltartiger Dachkonstruktion wird durch Betonglasbausteine gebildet, die auch im Innern der Kirche als Lichtelemente zu verstehen sind.
Die Bauweise der Kirche schafft einen stützenlosen Raum. Dieser lässt von allen Seiten absolut freie Sicht auf den Altar zu.
Die Wände gestaltete der Düsseldorfer Professor Günter Grote aus 3.606 vorgefertigten Betonformsteinen, in die kleine Fenster in verschiedener Größe und 24 Farben eingelassen sind.
Der gemeinsam mit dem Sakralbau geplante freistehende Glockenturm kam über die Planungsphase und den Architekten-Entwurf nicht hinaus und wurde nie gebaut. Somit sind weder Turm noch ein Geläute vorhanden.
Die letzte große Sanierungsmaßnahme fand im Jahr 2008 statt und umfasste die Reinigung sämtlicher Betonformsteine und Sichtbetonflächen, deren Versiegelung mit einem farblosen Schutzanstrich, Reinigung der Dachkonstruktion, Reparatur der Formsteine und deren Glasscheiben, Renovierung der Sakristei und weitere Arbeiten.
Zum Heiligen Kreuz war bis Ende 2011 Pfarrkirche der gleichnamigen Pfarrgemeinde. Zum 1. Januar 2012 wurde die Pfarrgemeinde mit St. Aldegundis (Rheindorf) und St. Stephanus (Hitdorf) zur neuen Pfarrgemeinde „St. Aldegundis“ zusammengeschlossen. Sie gehört zum Seelsorgebereich Rheindorf/Hitdorf im Dekanat Leverkusen (Erzbistum Köln). Die St.-Aldegundis-Kirche wurde zur Pfarrkirche dieser Pfarrgemeinde.

## Orgel
Aufgrund der Bauweise der Kirche könnte eine herkömmliche Pfeifenorgel nur unter immensem Kostenaufwand und größeren Umbauten realisiert werden. Aus diesem Grund übernimmt seit jeher eine elektronische Orgel diese Aufgabe. Seit dem Jahr 2009 erklingt eine dreimanualige Digitalorgel aus dem Hause Kisselbach mit 53 klingenden Registern.

## Sonstiges
Die Kirche ist über ihre Gemeindegrenzen hinaus bekannt für ihre Weihnachtskrippe. Regelmäßig wird sie bei Krippentouren von Reisegruppen angefahren und besichtigt.